# Phönix Flugzeugwerke
Die Phönix Flugzeugwerke waren eine österreichisch-ungarische Flugzeugwerft mit Sitz in Wien.
Zunächst bauten sie nur Lizenzfertigungen von der Firma Albatros oder Brandenburg.

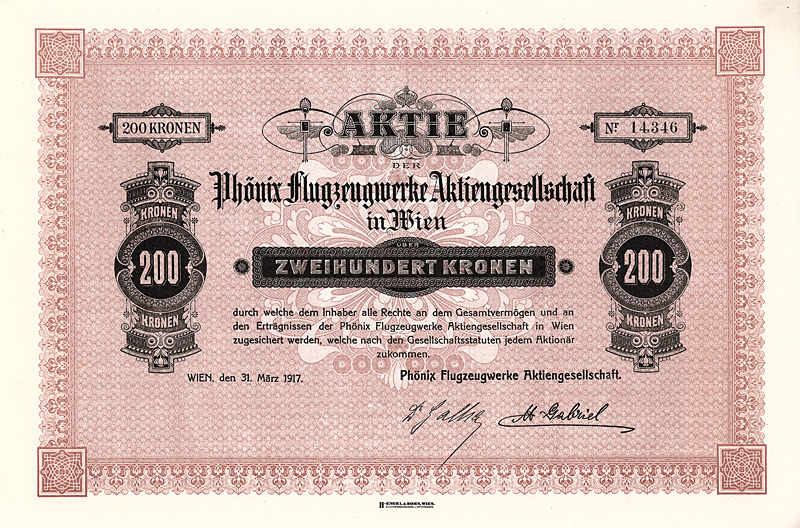
Aktie über 200 Kronen der Phönix Flugzeugwerke AG vom 31. März 1917

## Flugzeuge

### Phönix C.I
Ihr erstes eigenes Flugzeug war die Phönix C.I, welches die Firma von der in Lizenz gefertigten Hansa Brandenburg C.II abgeleitet hatte. Die C.I war ein zweisitziger Aufklärungs- und Mehrzweck-Doppeldecker und bot ihrem Bordschützen ein ausgezeichnetes Schussfeld. Sie hatte zwei Plätze, 230 PS Hiero, Spannweite 11,00 m, Länge 7,60 m, Höhe 2,95 m, Leermasse 800 kg, 175 km/h, max. Steigzeit auf 1000 m 4 min 30 s.
Phönix baute von diesem Produkt 96 Stück, die in Wien-Aspern getestet und ab dem Frühjahr 1918 in Dienst gestellt wurden. Sie blieben bis zum Ende des Ersten Weltkrieges im Einsatz.
Nach dem Krieg baute Schweden 30 solcher Maschinen in Lizenz, die bis Ende der 1920er Jahre im Dienst blieben.

### Phönix D-Typen
Von der Phönix-D-Serie wurden insgesamt 158 Flugzeuge hergestellt, von denen am 4. November 1918 das letzte Exemplar zur Auslieferung kam. Diese Jagdeinsitzer flogen sowohl bei der Luftwaffe als auch bei der Marine. Viele von ihnen wurden auch zu Fotoaufklärern umgerüstet.
Der Jagdeinsitzer Phönix D.I war eine weiterentwickelte Version des Doppeldeckers Hansa-Brandenburg D.I, k.u.k. KD.
Im Sommer 1917 wurde ein Prototyp 20.15 entwickelt. Bei der Flugerprobung zeigte sich jedoch bald, dass der Jäger zwar schnell war, aber zu schwerfällig in der Luft lag und sich aus diesem Grund nur schlecht manövrieren ließ. Weitere Prototypen waren 20.16 (D.I) und 20.18 (D.II).
Wegen des dringenden Bedarfs an Jagdeinsitzern wurde die Phönix D.I in drei Serien gebaut, Bauart 128, 228 und 328, der Unterschied war nur die Fertigung der Hiero 200-PS-Motoren und in einem zweiten Block, der Bauart D.II, mit einigen Umbauten weitergebaut, ebenfalls in drei Serien, Bauart 122, 222 und 322, wieder mit 200 PS Hiero.
Von der folgenden Bauart D.IIa 422 mit einem Hiero-Motor mit einer Leistung von 230 PS wurden 48 Exemplare hergestellt.
Man unternahm erst später den Versuch, die Manövrierbarkeit zu verbessern (mit Querrudern an allen Tragflächen), was zum Typ D.III, Bauart 222.100 führte, nur drei Apparate wurden noch bis November 1918 abgeliefert, alle an die Seeflieger der k.u.k. Marine, als J.31. Vom Nachfolger J.32 wurden zwei Maschinen nach Albanien geliefert, das Einzelstück J.41 blieb bei Kriegsende in der Fabrik in Wien-Stadlau, er wurde 1919 zusammen mit den Lizenzrechten nach Schweden verkauft und vom Konstrukteur Edmund Sparmann persönlich, zusammen mit dem Phönix C.I 121.105 nach Schweden überflogen.
Die Type D.III wurde in Schweden weitergebaut und mit BMW-IIIa-Motoren bis 1927 verwendet.
Ein Exemplar mit Original Hiero-Motor steht heute im schwedischen Luftwaffenmuseum.